# Psammotettix robustus
Psammotettix robustus är en insektsart som beskrevs av Alexander Fyodorovich Emeljanov 1966. Psammotettix robustus ingår i släktet Psammotettix och familjen dvärgstritar. Inga underarter finns listade i Catalogue of Life.